# Mangfall-Kaserne
Die Mangfall-Kaserne ist eine ehemalige Kaserne der Bundeswehr in Bad Aibling in Bayern. Sie wurde 1978 erbaut und erhielt 1990 ihren Namen nach dem Fluss Mangfall. Die Liegenschaft befindet sich im nordwestlichen Stadtgebiet von Bad Aibling an der Grassingerstraße.

## Geschichte
Die Mangfall-Kaserne wurde 1978 für die Luftwaffe der Bundeswehr erbaut und am 1. September 1980 bezogen. Sie diente als Unterkunft für das Personal der bei Tuntenhausen-Lampferding gelegenen HAWK-Raketenstellung der 2. Batterie des Flugabwehrraketenbataillons 33. Zum 31. Dezember 2002 erfolgte die Außerdienststellung des Bataillons. Als Nachnutzer waren unter anderem der damalige Bundesgrenzschutz (BGS) im Gespräch. Eine Verlegung des BGS in die Mangfall-Kaserne erfolgte jedoch nicht.
Seit 2003 betreibt der Bundesnachrichtendienst (BND) die BND-Außenstelle Bad Aibling in der Liegenschaft. Diese war bis 2014 unter dem Namen „Fernmeldeweitverkehrsstelle der Bundeswehr“ legendiert. In unmittelbarer Nähe befindet sich die Bad Aibling Station, eine ehemalige Abhörbasis der amerikanischen National Security Agency (NSA).
Die Liegenschaft geriet im Rahmen der Globalen Überwachungs- und Spionageaffäre in den Fokus der Öffentlichkeit. Der BND hatte mit durch die NSA ausgewählten Selektoren über Satelliten laufende Kommunikation aufgeklärt und an die NSA weitergegeben.